# Phlogophilus harterti
El colibrí colipinto peruano, cola-pintada peruano o colibrí serrano anteado (Phlogophilus harterti), es una especie de ave apodiforme de la familia Trochilidae, una de las dos pertenecientes al  género Phlogophilus. Es endémico de regiones andinas de Perú.

## Distribución y hábitat
Se distribuye por la ladera oriental de los Andes en el centro y en el sureste de Perú (sur de Huánuco, Pasco, Cuzco, Puno).
Esta especie es considerada común en sus hábitats naturales: las selvas húmedas y crecimientos secundarios en las estribaciones andinas en altitudes entre 750 y 1500 m, más numeroso alrededor de los 1000 m. Generalmente es encontrado en el interior del bosque.

## Estado de conservación
El colibrí colipinto peruano había sido calificado como «casi amenazado» por la Unión Internacional para la Conservación de la Naturaleza (IUCN) principalmente debido a su zona de distribución restringida, estimada entre 18 000 y 33 000 km2; sin embargo, en nueva evaluación realizada en 2022 se lo calificó como «preocupación menor».

## Descripción
Mide 8,5 cm de longitud y el pico 1,5 cm. Las partes superiores son verdes iridiscentes; las partes inferiores son blancuzcas con tonos color ante; las alas negruzcas; las plumas laterales de la cola son blancas.

## Alimentación
Se alimenta principalmente del néctar de las flores. A menudo se aferra a la corola de la flor mientras se alimenta. También consume pequeños insectos, que captura directamente de la vegetación.

## Sistemática

### Descripción original
La especie P. harterti fue descrita por primera vez por los ornitólogos alemán Hans von Berlepsch y polaco Jean Stanislaus Stolzmann en 1901 bajo el mismo nombre científico; su localidad tipo es: «Huanaypata, Perú».

### Etimología
El nombre genérico femenino «Phlogophilus» se compone de las palabras del griego «phlox» que significa ‘destello de luz’, y «philos» que significa ‘que ama’; y el nombre de la especie «harterti», conmemora al ornitólogo alemán Ernst Hartert (1859–1933).

### Taxonomía
Es hermana de Phlogophilus hemileucurus. Es monotípica.